# Улица Крупской (Москва)
У́лица Кру́пской (с 1958 года до 8 мая 1963 года — Втора́я у́лица Строи́телей) — улица в Юго-Западном административном округе города Москвы на территории Ломоносовского района.

## История
Улица получила современное название в память советского партийного, общественного и культурного деятеля, жены В. И. Ленина Н. К. Крупской (1869—1939), войдя в комплекс улиц, названных по именам родственников В. И. Ленина. С 1958 года до 8 мая 1963 года называлась Втора́я у́лица Строи́телей.

## Расположение
Улица Крупской проходит от Ленинского проспекта на северо-запад до проспекта Вернадского, где переходит в Раменский бульвар. На всём протяжении улица также представляет собой бульвар. В начале улицы, у Ленинского проспекта, установлен памятник В. И. Ленину и Н. К. Крупской. Нумерация домов начинается от Ленинского проспекта.

## Примечательные здания и сооружения
- Памятник Ленину и Крупской — в начале улицы, у Ленинского проспекта.

По нечётной стороне:
- № 1 — жилой комплекс «Надежда»;
- № 9 — коррекционная школа № 108;
- № 9а — Центр московского долголетия Ломоносовский, (бывший магазин «Диета»);
- № 13 — жилой дом. Здесь жили физикохимики А. И. Тёмкин[4], Х. С. Багдасарьян[5].
- № 17 — школа № 7.

По чётной стороне:
- № 10 — детская музыкальная школа № 64;
- № 12 — гимназия № 1514;
- № 12а — Православный Свято-Софийский детский дом;
- № 12б — начальная школа — детский сад № 1851.

## Киновоплощения
Улица Крупской часто упоминается в 10-м эпизоде советского телесериала «ТАСС уполномочен заявить...» (1984), однако по неизвестным причинам вместо неё в фильме снят Брюсов переулок.

## Транспорт

### Автобус
- По улице Крупской проходит маршрут № 1 от Ленинского проспекта до проспекта Вернадского и обратно с остановкой «Социальный центр» около дома 9А.
- На Ленинском проспекте и проспекте Вернадского имеются остановки «Улица Крупской» маршрутов 1, 113, 153, 266, 553, 138, т34, м1, м16, н11.

### Метро
- Станция метро «Университет» Сокольнической линии — северо-восточнее улицы, на пересечении проспекта Вернадского и Ломоносовского проспекта.
- Станция метро «Проспект Вернадского» Сокольнической линии и станция метро «Проспект Вернадского» Большой кольцевой линии (соединены переходом) — юго-западнее улицы, на пересечении проспекта Вернадского и улицы Удальцова.
- Станция метро «Новаторская» Большой кольцевой линии — расположена южнее улицы, на пересечении Ленинского проспекта с улицами Новаторов и Удальцова.